# Tortura dell'ebreo

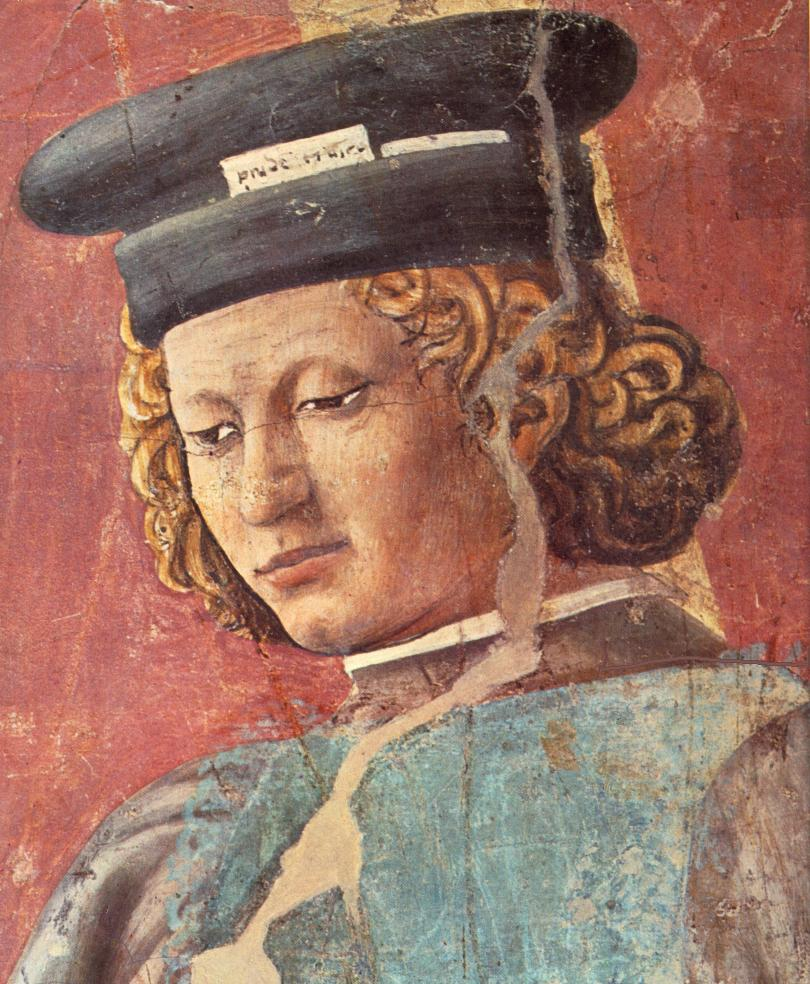
Testa del funzionario

La Tortura dell'ebreo è un affresco (356x193 cm) di Piero della Francesca e aiuti, facente parte delle Storie della Vera Croce nella cappella maggiore della basilica di San Francesco ad Arezzo, databile agli anni 1452-1466. In questo affresco in particolare si riconosce la mano secca e grafica di Giovanni da Piamonte (soprattutto nel trattamento dei riccioli delle capigliature), sebbene il disegno sia interamente imputabile a Piero.

## Descrizione e stile
L'ebreo è Giuda Ciriaco, un personaggio della Leggenda della Vera Croce raccontata da Jacopo da Varagine, ma risalente allo storico bizantino Sozomeno (V secolo).
La scena, che fa da pendant al Sollevamento della Croce sulla parte destra della parete (con un analogo gioco di linee oblique), è ambientata ai tempi del pellegrinaggio di sant'Elena Imperatrice in Terrasanta, che ha il suo culmine nella scena adiacente del Ritrovamento delle tre croci e verifica della Croce. Dopo la vittoria del figlio Costantino su Massenzio (scena della Battaglia sulla parete opposta), grazie alla visione della Croce di Cristo, Elena decide di recarsi in pellegrinaggio a Gerusalemme per trovare la sacra reliquia e innalzarla di nuovo. In città nessuno è però al corrente di dove la Croce sia stata sepolta, tranne un ebreo di nome Giuda (un riferimento all'apostolo/giudeo traditore), che si rifiuta di rivelare l'informazione desiderata. Allora viene calato in un pozzo, dal quale potrà uscire solo quando sarà disposto a parlare. L'affresco mostra proprio il momento della liberazione, quando due operai tirano fuori Giuda dal pozzo tramite funi legate a un argano con carrucola, mentre un funzionario lo afferra con disprezzo per i capelli. Il tema, che aveva un'evidente connotazione anti-giudaica, era tratto dalla Leggenda Aurea di Jacopo da Varazze. 
L'ebreo conduce allora Elena e il suo seguito presso il tempio di Venere (scena successiva), dove vengono dissepolte le tre croci del Golgota, delle quali solo una ha poteri miracolosi, essendo la Vera Croce di Cristo.
La scena è composta sapientemente, con colori che si esaltano, per contrasto, a vicenda, riprendendo quelli delle scene vicine. Gli abiti dei personaggi sono quattrocenteschi e una giacca del tutto simile a quella nera si trova anche nella scena del Sollevamento. Sul cappello del funzionario è scritto il motto Prude[ntia] vinco ("Ti vincerò con la mia sagacia").
L'edificio sulla sinistra si ricollega in angolo con la casa scorciata dell'affresco contiguo, creando una sorta di unico edificio irregolare. Lo sfondo è semplificato dal piatto muro rossastro con merlatura, perpendicolare allo sguardo dell'osservatore, che mette in evidenza i personaggi in primo piano, secondo uno stratagemma compositivo già sperimentato da Beato Angelico. Il cielo si schiarisce verso l'orizzonte ed è chiazzato dalle nuvole chiaroscurate a cuscinetto, nel più tipico stile pierfrancescano.